# Daniel Abraham
Daniel Abraham este un prolific scriitor american de science-fiction, fantasy, comedie și horror, ale cărui povestirile sale au apărut în numeroase publicații și antologii.

## Biografie
Daniel Braham locuiește în Albuquerque, New Mexico. În 1998 a absolvit atelierul Clarion West Writers Workshop. Nuveleta sa "Flat Diane" a fost nominalizată la premiul Nebula, iar "The Cambist and Lord Iron: a Fairytale of Economics" la premiile Hugo și World Fantasy.
Unele dintre operele sale au fost scrise sub pseudonim. Unul dintre ele este M.L.N. Hanover, sub care a scris romanele din seria The Black Sun's Daughter. Altul este James S. A. Corey, pseudonim sub care scrie în colaborare cu alt autor, Ty Franck. Cei doi au realizat o serie space opera intitulată Expanse, din care Leviathan Wakes a fost nominalizat în 2012 la premiul Hugo pentru cel mai bun roman și la premiul Locus pentru cel mai bun roman SF.
Abraham mai colaborează și cu scriitorul George R. R. Martin, care este și el rezident în New Mexico. Martin l-a rugat să finalizeze o povestire începută în anii '70 de Gardner Dozois și continuată în anii '80 de el însuși. Din colaborarea celor trei a rezultat nuvela "Shadow Twin" (2005), pe care Abraham a extins-o ulterior la dimensiunea unui roman. Acesta a fost publicat în anul 2007 sub titlul Fuga vânătorului.
În anul 2011 a fost publicată o bandă desenată adaptată după romanul lui Martin Urzeala tronurilor, al cărui scenariu a fost scris de Abraham, ilustrațiile fiind realizate de Tommy Patterson.

### Romane
The Long Price Quartet
- A Shadow in Summer (2006)
- A Betrayal in Winter (2007)
- An Autumn War (2008)
- The Price of Spring (2009)
- Shadow and Betrayal (2010) - ediție omnibus care cuprinde primele două cărți
- Seasons of War (2010) - ediție omnibus care conține a treia și a patra carte, publicată și cu titlul The Price of War

The Dagger and the Coin Quintet
- The Dragon's Path (2011)
- The King's Blood (2012)
- The Tyrant's Law (2013)[10]
- The Widow's House (în pregătire) [11]

The Black Sun's Daughter
Romanele seriei au fost scrise sub pseudonimul M.L.N. Hanover
- Unclean Spirits (2008)
- Darker Angels (2009)
- Vicious Grace (2010)
- Killing Rites (2011)
- Graveyard Child (2013)

Seria Expanse
Romanele acestei serii space opera au fost scrise împreună cu Ty Franck sub pseudonimul James S. A. Corey.
- Leviathan Wakes (2011) - finalist în 2012 la premiul Hugo pentru cel mai bun roman

ro. Trezirea Leviatanului - editura Paladin
- Caliban's War (2012)

ro. Războiul lui Caliban - editura Paladin
- Abaddon's Gate (2013)

ro. Poarta lui Abaddon - editura Paladin (ca James Corey)
Alte romane
- Hunter's Run (2007) - cu Gardner Dozois și George R. R. Martin

ro. Fuga vânătorului - editura Nemira, 2012

### Culegeri de povestiri
- Leviathan Wept and Other Stories (2010)

### Benzi desenate
- A Game of Thrones (2011) - cu desene de Tommy Patterson